# 川喜多雄二
川喜多 雄二（かわきた ゆうじ、本名:脇 猷二、1923年 11月23日- 2011年5月9日）は日本の俳優、歯科医師。初期の芸名は川喜多小六。

## 来歴
父が満州鉄道病院の歯科医をしていた関係で、中国の奉天に生まれる。
東京歯科大学卒業後、父の後を継いで歯科医をしていたが、画家の岩田専太郎の知遇を得て、青柳プロに入社。市川崑監督の映画『夜来香』でデビュー。当時の芸名は川喜多小六。1952年（昭和27年）、松竹に移籍し、「川喜多雄二」に改名。
1950年代である昭和20年代後半から昭和30年代前半にかけて多くの松竹映画に出演し、佐田啓二（中井貴一の父）・高橋貞二らとともに『新・松竹三羽烏』と称された。昭和40年代前半（1960年代後半）に俳優を引退。元々歯科大学出でヒョンなことから俳優になっただけで、歯科医になった。
2011年5月9日死去。87歳没。墓所は青山霊園。

## 親族
妻のチズ子（鹿毛チヅコ）の妹に劇団四季の女優・影万里江、妻の弟に元NHKアナウンサーの小谷伝、妻の姪（小谷伝の娘）にキャスターの小谷真生子がいる。

## 主な出演作品

### 映画

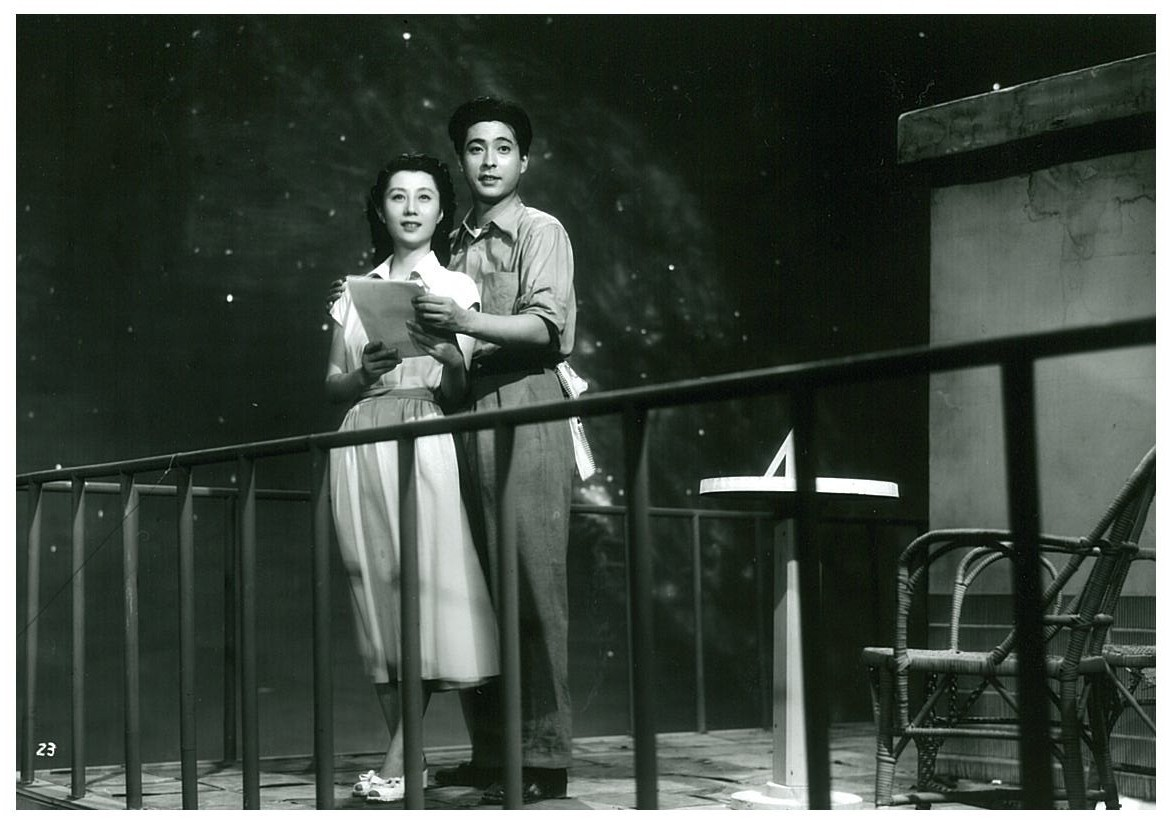
川喜多雄二（右）、左は水原真知子（1952年『こんな私じゃなかったに』（松竹））

- 夜来香（1951年、新東宝、市川崑監督、※DVD発売）- 小田切利夫
- 盗まれた恋（1951年、新東宝、市川崑監督、※DVD発売）  - 三田門太
- 戦後派お化け大会（1951年、新東宝）
- さすらいの航路（1951年、新東宝）
- 剣難女難　女心伝心の巻（1951年、新東宝）
- 剣難女難　剣光流星の巻（1951年、新東宝）
- 唐手三四郎（1951年、新東宝）
- 青空浪人（1952年、新東宝）
- 天草秘聞　南蛮頭巾（1952年、東映）
- こんな私じゃなかったに（1952年、松竹）
- バクさんの艶聞（1952年、松竹）
- 三百六十五代目の親分（1952年、松竹）
- 母は叫び泣く（1952年、松竹）
- 学生社長（1953年、松竹）
- 春の鼓笛（1953年、松竹）
- 関白マダム（1953年、松竹）
- 女性の声（1953年、松竹）
- 乙女の診察室（1953年、松竹、※DVD発売）
- お役者小僧（1953年、松竹）
- 落葉日記（1953年、松竹）
- 愚弟賢兄（1953年、松竹、野村芳太郎監督）
- 決闘（1953年、松竹）
- 處女雪（1953年、松竹、※DVD発売）
- 雪間草（1953年、松竹）
- 若旦那の縁談（1953年、松竹）
- ひばりの悲しき瞳（1953年、松竹、美空ひばり共演、※DVD発売）
- 花の生涯（1953年、松竹）
- 君の名は（1953年、松竹、※DVD発売）  - 浜口勝則
- 君の名は 第二部（1953年、松竹、※DVD発売）  - 浜口勝則
- 青春三羽烏（1953年、松竹）
- 求婚三人娘（1954年、松竹）
- 恋愛パトロール（1954年、松竹）
- 君の名は 第三部（1954年、松竹、※DVD発売）  - 浜口勝則
- 黒い罌栗（1954年、松竹）
- 若旦那と踊子（1954年、松竹）
- 忠臣蔵 花の巻・雪の巻（1954年、松竹）- 土井甲斐守
- えくぼ人生（1954年、松竹）
- 三羽烏奮戦す（1954年、松竹）
- 大学は出たけれど（1955年、松竹、野村芳太郎監督）
- 三人娘只今婚約中（1955年、松竹）
- この世の花 第一部 慕情の巻（1955年、松竹）
- この世の花 第二部 悲恋の巻 第三部 開花の巻（1955年、松竹）
- 新婚白書（1955年、松竹）
- お嬢さんの求婚（1955年、松竹）
- かりそめの唇 前篇・たそがれの過失 後篇・幸福の岸（1955年、松竹）
- おんな大学（1955年、松竹）
- 柔道開眼（1955年、松竹）
- 続・この世の花 第四部 おもいでの花 第五部 浪花の雨（1955年、松竹）
- 角帽三羽烏（1956年、松竹）
- 君のうたごえ（1956年、松竹）
- 続・この世の花 第六部 月の白樺 第七部 別れの夜道（1956年、松竹）
- 足のある幽霊（1956年、松竹）
- ここに幸あり 前篇・誘惑の都（1956年、松竹）
- ここに幸あり 後篇・花咲く朝（1956年、松竹）
- 白い魔魚（1956年、松竹）
- 続・この世の花 第八部 さすらいの浜辺（1956年、松竹）
- 東京チャキチャキ娘（1956年、松竹）
- 三羽烏再会す（1956年、松竹）
- 君は花の如く（1956年、松竹）
- スタジオ超特急（1956年、松竹）
- 女優誕生（1956年、松竹）
- この世の花・完結篇 第九部 愛の裁き 第十部 砂の抱擁（1956年、松竹）
- 別れの一本杉（1956年、松竹）
- 踊る摩天楼（1956年、松竹）
- 炎の氷河（1957年、松竹）
- 雲の墓標より 空ゆかば（1957年、松竹、※DVD発売）  - 山田大尉
- 花は嘆かず（1957年、松竹）
- 嵐の中の抱擁 おもかげは遙かなり（1957年、松竹） - 義妹の影万里江との共演作
- 大学の御令嬢（1959年、新東宝）
- 東海道 弥次喜多珍道中（1959年、新東宝）
- 肉体の野獣（1960年、新東宝、※DVD発売）
- 黒い乳房（1960年、新東宝、※DVD発売）
- 九千万の明るい瞳（1961年、新東宝）
- 大吉ぼんのう鏡（1962年）

### テレビドラマ
- 父ありき（1958年、KRT（現・TBS）
- 鉄人28号（1960年、日本テレビ）- 村雨健次
- 検事 (テレビドラマ)（1961年 - 1963年、フジテレビ）
- 三百六十五夜（1961年、日本テレビ）
- 鉄道公安36号（NET（現・テレビ朝日）） 
  - 第9話「いのちの驀進」（1963年）
  - 第22話「砂の塔」（1963年）
  - 第37話「幻影」（1964年）
  - 第54話「魔の引込線」（1964年）
  - 第75話「ブラジルから来た列車」（1964年）
  - 第160話「地獄への特急」（1966年）
- 特別機動捜査隊 第212話（1965年、NET）　-　※映像が現存する
- 素浪人 月影兵庫 第1シリーズ 第11話（1965年、NET）　-　※映像が現存する
- くらやみ五段（1965年、NET）
- 土曜日の虎 第14話 （1966年5月14日、TBS）　-　※映像が現存する
- マグマ大使 第15話（1966年、フジテレビ）
- ザ・ガードマン 第82話 （1966年、TBS、※DVD発売）
- 有料道路（1967年、日本テレビ）